# Edžus Treimanis
Edžus Treimanis (né le 21 avril 1988 à Valmiera) est un coureur cycliste letton, spécialiste du bicycle motocross (BMX).

## Biographie
Il est sélectionné pour représenter la Lettonie aux Jeux olympiques d'été de 2012. Il participe à l'épreuve de BMX. Lors de la manche de répartition, il chute lourdement et réalise le dernier temps des engagés. En quarts de finale, il termine deuxième de sa série et se qualifie pour les demi-finales. Lors de celles-ci disputées sur trois courses, il termine successivement 5e, 7e et 2e des manches et se classe cinquième au général de sa série. Il est éliminé et ne dispute pas la finale réservée aux quatre premiers de chaque série.

## Palmarès en BMX

### Jeux olympiques
- Londres 2012
  - Éliminé en demi-finales du BMX

### Championnats du monde
- 2006
  -  Médaillé de bronze du championnat du monde de cruiser de BMX juniors
- 2008
  - 17e du championnat du monde de BMX
- 2011
  - 30e du championnat du monde de BMX

### Coupe du monde
- 2008 : 22e
- 2009 : 48e
- 2010 : 22e
- 2011 : 11e
- 2012 : 61e
- 2013 : 16e
- 2014 : 25e
- 2015 : 11e
- 2016 : 19e
- 2017 : 15e
- 2018 : 42e

### Championnats d'Europe
- 2012
  -  Champion d'Europe de BMX

### Coupe d'Europe
- 2015 : 3e du classement général, vainqueur d'une manche
- 2017 : 5e du classement général